# Germania Slavica
Germania Slavica je zgodovinski pojem, ki je v uporabi od 1950 dalje in označuje srednjeveško ozemlje, kjer so bili v kontaktu Germani in Slovani v centralni in vzhodni Evropi.
Zgodovinar Klaus Zarnack  deli Germania Slavica na:
- Germania Slavica I med  Labo in  Solavo (levim pritokom Labe) na zahodu in  Odro na vzhodu, ki je bilo kasneje del Frankovske kneževine in kasneje  Svetega rimskega cesarstva.
- Germania Slavica II vzhodno od Germania Slavica I in zahodno od Poljskega kraljstva,  Šlezije, Pomeranskega in Prusije.

V drugi polovici prvega tisočletja so se Slovani (takrat imenovani Vendi, Veneti) naselili na ozemlji Germania Slavica. 
Po tem ključu se imenuje tudi ozemlje, kjer je prihajalo do stikov med Germani in Slovani Bavaria Slavica na vzhodnem  Bavarskem.